# Surto de peste em Madagascar em 2014
O surto da peste em Madagascar foi um surto de peste bulbônica e peste pulmonar, que ocorreu entre 31 de agosto a 16 de novembro de 2014, sendo que 119 casos foram confirmados e cerca de 40 pessoas foram mortas na ilha de Madagascar, na África.
O surto inclui casos de peste bubónica e peste pulmonar, ambos causados pela bactéria Yersinia pestis.